# The Birth of a Band
The Birth of a Band è un DVD del concerto live della band di rock progressivo Emerson, Lake & Palmer, svoltosi il 29 agosto del 1970, durante il festival di 5 giorni all'Isola di Wight, propone il primo vero concerto importante della band, anche se in realtà è il secondo, ma dopo questa performance all'isola il trio divenne famoso in tutto il mondo.

## Tracce
1. Pictures at an Exhibition
2. Take a Pebble
3. Rondo
4. Nutrocker

### Formazione
- Keith Emerson - tastiere
- Greg Lake - basso, chitarra, voce
- Carl Palmer - batteria